# Akcjonizm wiedeński

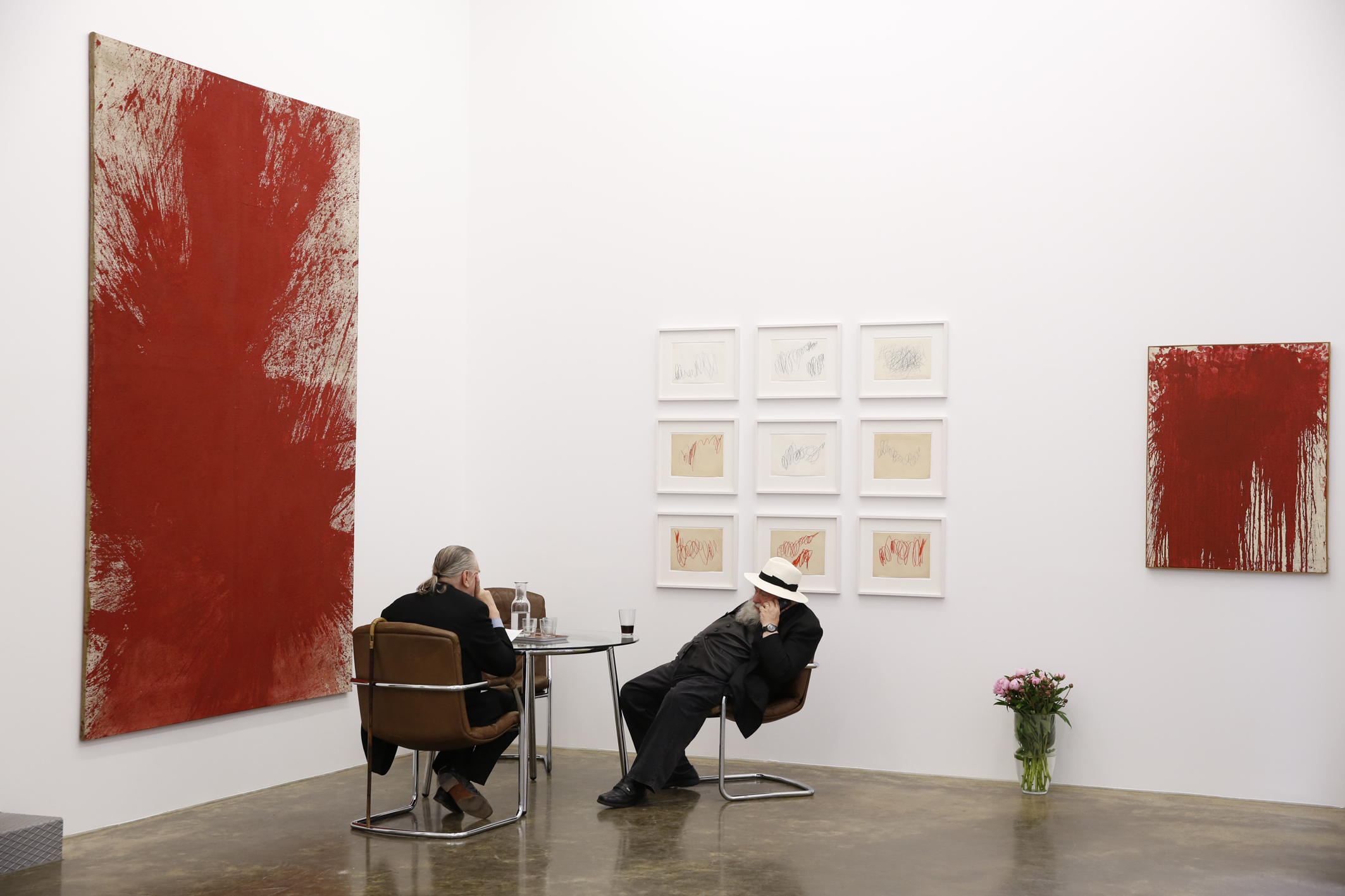
Hermann Nitsch i Bertram Karl Steiner

Akcjonizm wiedeński – ruch artystyczny działający w latach 60. i 70. XX wieku, wyrastający ze sprzeciwu wobec katolicko-mieszczańskiego stylu życia w powojennej Austrii. W swoich działaniach stosował happening, fluxus i inne działania o charakterze prowokacyjnym.

## Historia
Głównymi protagonistami nurtu byli Hermann Nitsch, Günter Brus, Otto Muehl, Rudolf Schwarzkogler. W latach 1970/1971 nastąpił podział drogi artystycznej wśród uczestników ruchu. Mühl i Nitsch uczestniczyli jeszcze sporadycznie w performance, które już jednak nie były uważane za akcjonizm wiedeński.
Artyści wypracowali mowę ciała, zastępującą język pisany i słowny. Za cel stawiali sobie osiągnięcie całkowitej swobody cielesnej, kulturowej oraz przełamanie mentalnych przyzwyczajeń społeczeństwa austriackiego. Celem było samopoznanie. Swoje rozważania opierali na psychoanalizie Freuda.
Akcje ich były często uznawane za kontrowersyjne. Wykorzystywali element rytuałów. Orgie seksualne, zabawy, misteria, torturowanie i zabijanie zwierząt traktowane były jako te rytuały. Wykorzystywali też symbole, takie jak krew, krzyż, baranek, narządy płciowe. 
Jedno z najbardziej znanych działań akcjonistów Brusa, Mühla i Oswalda Wienera, nazwane przez media Uni-Ferkelei, miało miejsce 7 czerwca 1968. Złamano wówczas wiele tabu, takich jak: nagość, załatwianie potrzeb naturalnych, masturbacja, biczowanie, samookaleczenie, smarowanie własnych ciał ekskrementami i wymiocinami – wszystko to podczas wykonywania austriackiego hymnu narodowego, spowodowało postawienie w stan  oskarżenia wszystkich jego wykonawców.